# Germanicus-Feldzüge
Die Germanicus-Feldzüge waren römische Militäroperationen der Jahre 14 bis 16 n. Chr. gegen eine Koalition rechtsrheinischer germanischer Stämme. Benannt sind die Feldzüge nach Nero Claudius Germanicus (* 15 v. Chr.; † 19 n. Chr.), einem Großneffen des Augustus. Hauptgegner waren die Cherusker unter der Führung des Arminius (* um 17 v. Chr.; † um 21 n. Chr.).
Die Offensiven gelten als Höhe- und Endpunkt der Augusteischen Germanenkriege, die im Jahr 12 v. Chr. von Nero Claudius Drusus, dem Vater des Germanicus, begonnen worden waren. Die Offensiven wurden mit gewaltigem Aufwand betrieben – Germanicus kommandierte das mit acht Legionen größte römische Heer der damaligen Zeit. Den Feldzügen vorausgegangen waren die vernichtende Niederlage des römischen Statthalters Varus (Schlacht im Teutoburger Wald 9 n. Chr.) und der Verlust fast aller römischen Positionen rechts des Rheins. Wesentliche Kriegsziele waren deshalb die Wiederherstellung der römischen Oberhoheit in Germanien und die Bestrafung der Aufständischen.
Die Militäraktionen begannen im Herbst 14 n. Chr. mit einem Überfall auf den Stamm der Marser. Als militärischer Höhepunkt der Feldzüge gelten eine Flottenlandung mit 1.000 Schiffen in der Mündung der Ems im Sommer 16 n. Chr. sowie die anschließende Schlacht von Idistaviso, die größte Schlacht der augusteischen Germanenkriege. Nach schweren römischen Verlusten endeten die Kämpfe im Herbst 16 n. Chr. gegen den Willen des Germanicus auf energische Weisung des Kaisers Tiberius (14 bis 37 n. Chr.) hin. Die römische Propaganda münzte die Einstellung der Kämpfe zu einem Sieg um, Germanicus hielt einen glänzenden Triumphzug ab.
Das Ergebnis der Germanicus-Feldzüge war der faktische Verzicht der Römer auf die militärische Kontrolle Germaniens und der Rückzug der Legionen auf die Rheinlinie. Arminius galt deshalb dem römischen Geschichtsschreiber Tacitus, der Hauptquelle zu den Germanicus-Feldzügen, als „Befreier Germaniens“ (liberator Germaniae).

### Die Annalen des Tacitus

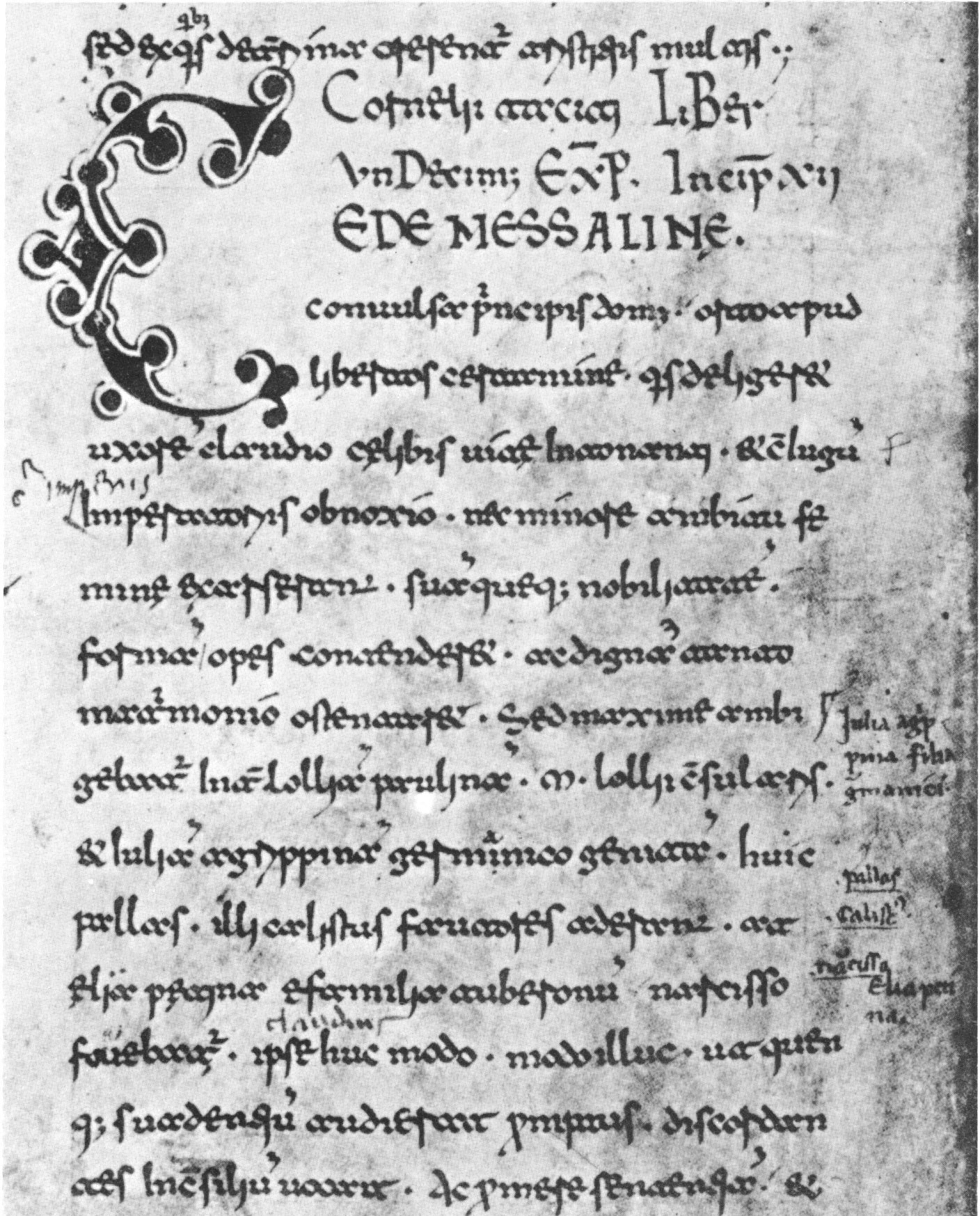
Tacitus, Annales, Anfang des 12. Buchs in der Handschrift Florenz, Biblioteca Medicea Laurenziana, Plut. 68,2 fol. 6v (1. Hälfte des 11. Jahrhunderts)

### Der Konflikt zwischen Tiberius und Germanicus bei Tacitus

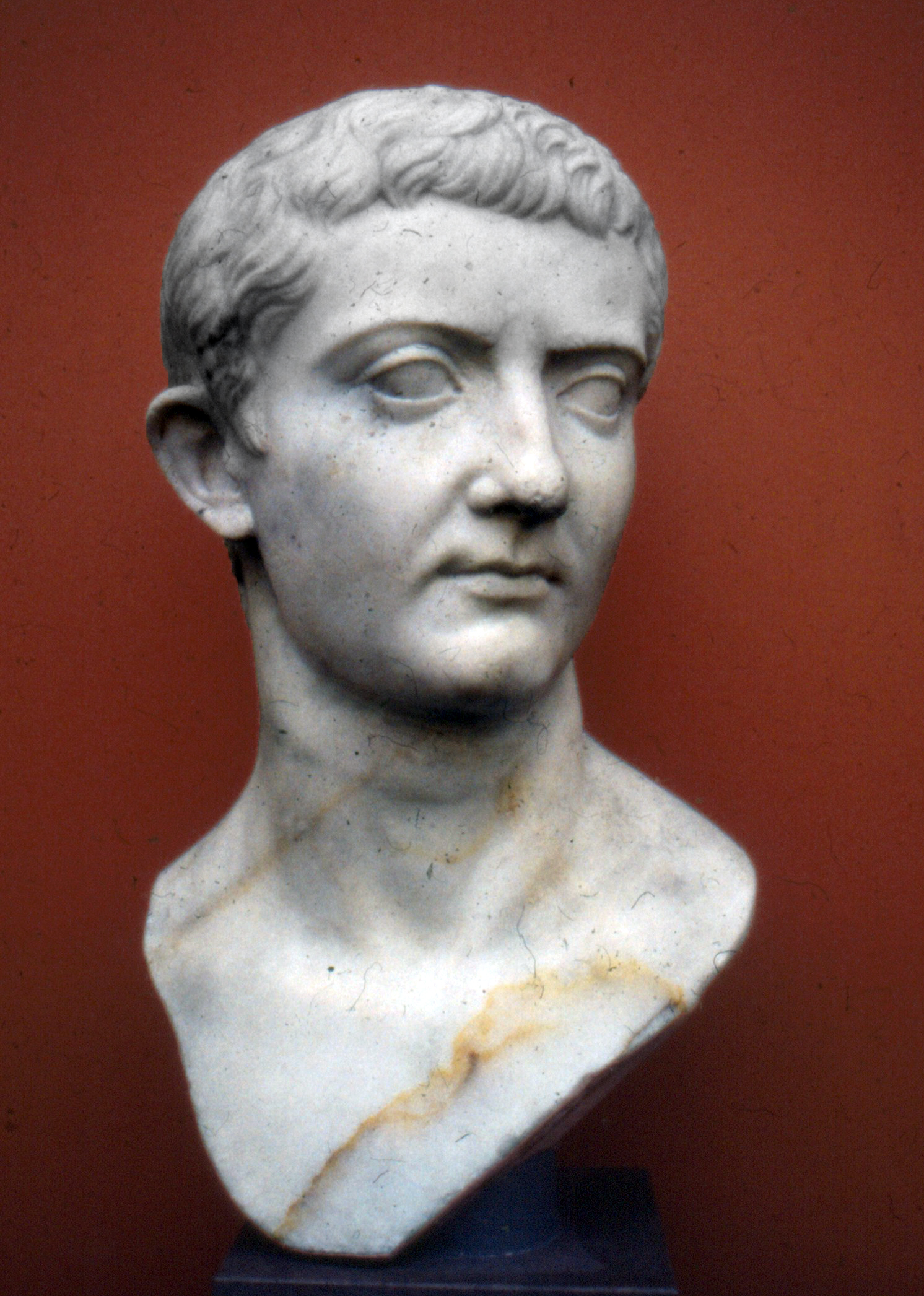
Büste von Tiberius Iulius Caesar Augustus

### Kriegsziele des Augustus und des Germanicus

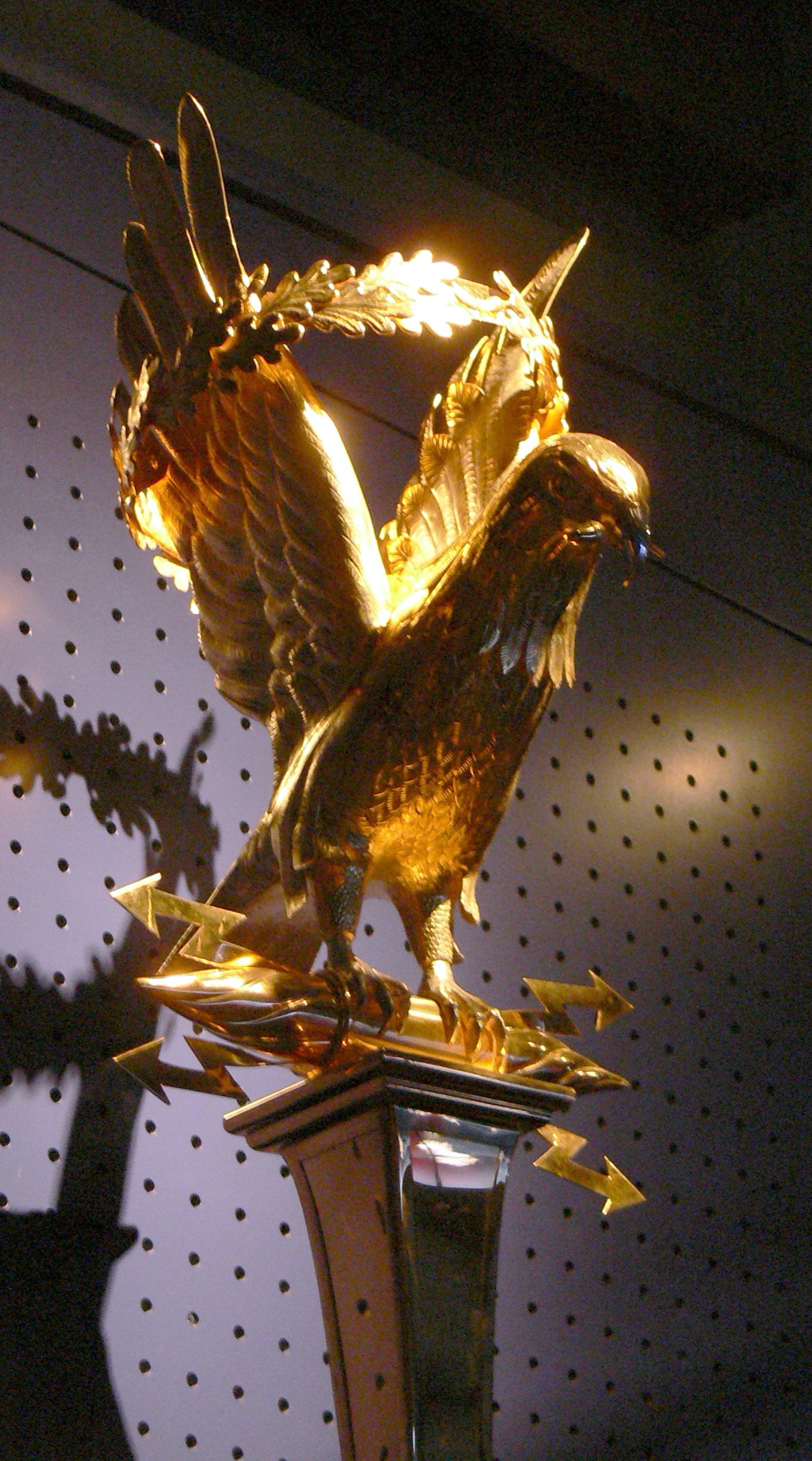
Legionsadler (Replik)

### Chatten-Feldzug

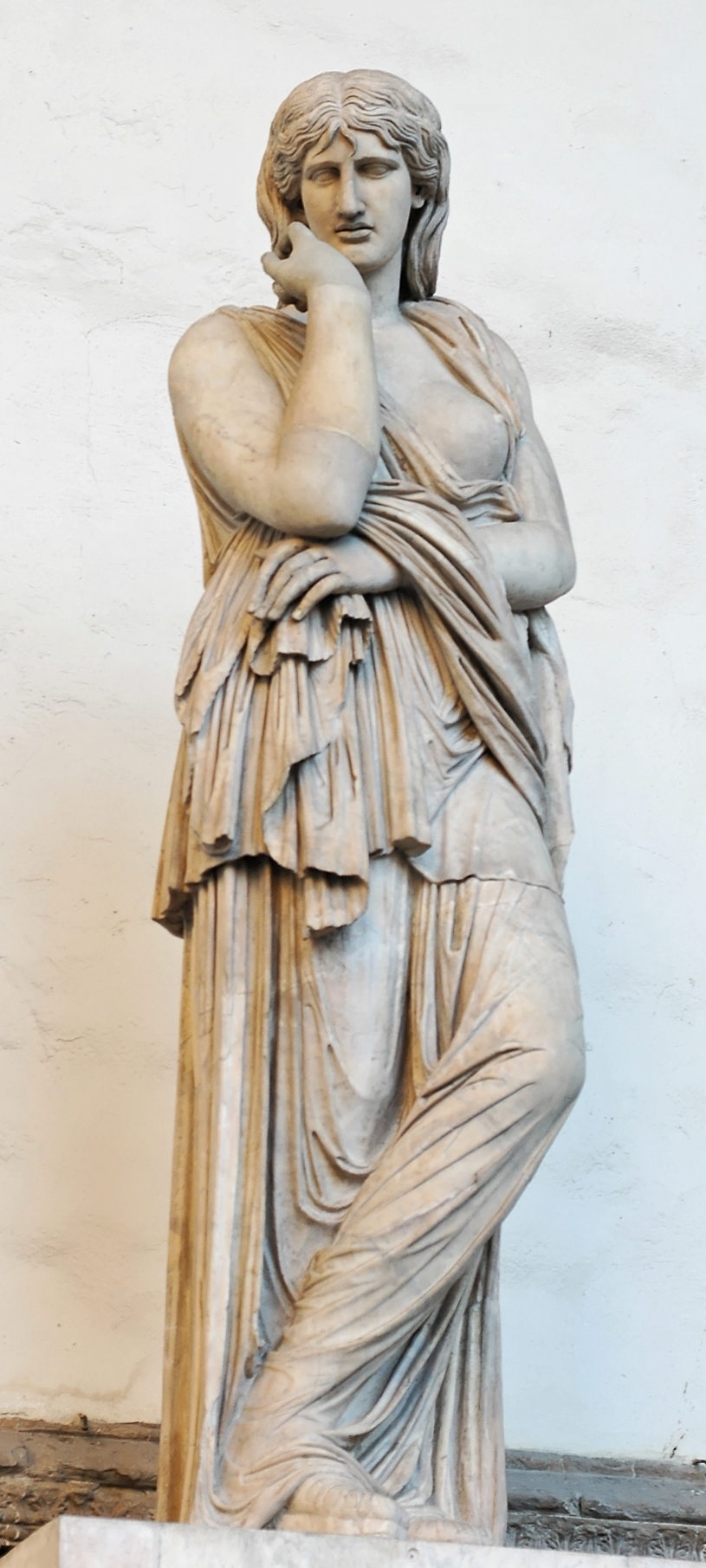
Die trauernde Barbarin (Rom, ca. 2. Jahrhundert n. Chr.), als Darstellung der Thusnelda interpretiert